# 竹林寺 (大阪市天王寺区)
竹林寺（ちくりんじ）は、大阪市天王寺区勝山にある浄土宗の寺院。かつては中央区難波にあった。摂津国八十八箇所第30番札所。

## 歴史
大坂夏の陣の後、大坂城主であり、大坂の街の復興を任された松平忠明が市内の墓地を整理し、道頓堀の南側に移させた後、幕府の天領となった大坂だったが、復興の街づくりは続けられ、寛永14年（1637年）には上本町八丁目筋から法善寺が当地に移転し、大坂の陣での戦死者を含めた死者の供養の為、千日回向が始められ以後「千日寺」と称された。
正保2年（1645年）（慶安2年（1649年）とも）には法善寺の南隣に竹林寺の前身となる浄業院が建立され、浄業院も千日回向を行い始める。尚、千日前という地名が付けられた由来は、竹林寺と法善寺が千日回向を行っていた事による。
平成20年(2008年)12月に天王寺区勝山（四天王寺のすぐ東隣）に移転し、難波の旧地にはラウンドワンスタジアム千日前店が建つ。